# Tábor (odrůda jablek)
Tábor (Malus domestica 'Tábor'), testovaný jako KuP - 216, je ovocný strom, kultivar druhu jabloň domácí z čeledi růžovitých. Plody jsou řazeny mezi odrůdy zimních jablek, sklízejí se v září, dozrávají v listopadu, skladovatelné jsou do února. Odrůda je považována za rezistentní vůči některým chorobám, lze ji pěstovat bez chemické ochrany. Řez a probírka plůdků je nutná.

## Historie

### Původ
Odrůda byla vyšlechtěna v ČR a registrována v roce 2010. Vznikla zkřížením odrůd 'Rubín' a 'Prima'.

## Vlastnosti

### Růst
Růst odrůdy je střední až bujný. Habitus koruny rozložitý. Pravidelný řez je nezbytný, vhodný je letní řez.

## Plodnost
Plodí záhy, bohatě, a s probírkou plůdků i pravidelně.

## Plod
Plod je ploše kulovitý, velký. Slupka hladká, žlutozelené zbarvení je překryté červenou barvou s žíháním. Dužnina je nažloutlá se sladce navinulou chutí, šťavnatá.

## Choroby a škůdci
Odrůda je rezistentní proti strupovitosti jabloní (rezistence Vf) a středně odolná k padlí.

## Použití
Je vhodná ke skladování a přímému konzumu. Odrůdu lze použít do všech poloh, na stanoviště dobře zásobené živinami a vláhou. V prvních letech po výsadbě trpí hořkou pihovitostí.